# Liste von Stichkanälen in Deutschland
Dies ist eine Liste von Stichkanälen in Deutschland. In ihr sind die deutschen Stichkanäle aufgeführt, die abzweigende Schifffahrtskanäle ohne Anschluss an eine weitere Wasserstraße sind.
- Aalemannkanal
- Barmbeker Stichkanal
- Sehnder Stichkanal
- Spoykanal vom Rhein nach Kleve-Brienen
- Stichkanal Dörpen, siehe Küstenkanal
- Stichkanal in Emden, siehe Emder Hafen#Hafeninfrastruktur
- Hagenburger Kanal
- Stichkanal Hannover-Linden
- Stichkanal Herne
- Stichkanal Hildesheim
- Stichkanal Ibbenbüren
- Stichkanal Misburg
- Stichkanal Osnabrück
- Stichkanal Salzgitter
- Stichkanal des Wasser- und Schifffahrtsamtes Wesel am Wesel-Datteln-Kanal
- Langerhanskanal
- Veltener Stichkanal
- Zehlendorfer Stichkanal